# مات ريميلارد
مات ريميلارد (بالإنجليزية: Matt Remillard)‏ مواليد 12 يونيو 1986 في مانشستر، كونيتيكت، الولايات المتحدة، هو ملاكم محترف أمريكي يصنف ضمن فئة وزن الريشة.

## إحصائيات
خاض خلال مسيرته 24 نزالا، فاز في 23 وخسر في 1. فاز بالضربة القاضية في 13 نزالا.

## روابط خارجية
- مات ريميلارد على موقع بوكس ريك (الإنجليزية) (registration required)